# Dostpur
Dostpur es un pueblo y nagar Panchayat situado en el distrito de Sultanpur en el estado de Uttar Pradesh (India). Su población es de 14011 habitantes (2011). 

## Demografía
Según el censo de 2011 la población de Dostpur era de 14011 habitantes, de los cuales 7217 eran hombres y 6794 eran mujeres. Dostpur tiene una tasa media de alfabetización del 77,72%, superior a la media estatal del 67,68%: la alfabetización masculina es del 84,15%, y la alfabetización femenina del 70,97%.